# 古荘四郎彦
古荘 四郎彦（ふるしょう しろひこ、1884年（明治17年）7月18日 - 1967年（昭和42年）10月24日）は、日本の銀行家。初代千葉銀行頭取、千葉工業大学理事。千葉銀行レインボー事件で有罪となった。熊本県熊本市出身。陸軍大将の古荘幹郎はいとこ。

## 来歴・人物
熊本藩士・古荘幹実の四男として生まれる。第五高等学校 (旧制)を経て、1912年（大正元年）東京帝国大学独法科を卒業、帝国商業銀行（後の富士銀行）に入行する。支配人まで昇進したのち、1923年（大正12年）に、帝大同窓の業界仲間で親しい友人の河合良成の紹介で、河合の弟の岳父川崎八右衛門 (2代目)が経営する川崎銀行の営業局長代理に転進。1925年（大正14年）には川崎系の房州銀行と安房銀行が合併して発足した安房合同銀行の常務に就任する。その後、安房合同が合併した千葉合同銀行の頭取を経て、1943年（昭和18年）千葉合同、第九十八、小見川農商の各行の合併で発足した千葉銀行の初代頭取に就任する。
当初は堅実な融資態度で「堅物頭取」として有名だったと伝えられるが、次第にワンマン的な姿勢へと変質していった。日活騒動では堀久作の説得に応じ、四千万の預金量の千葉合同銀行が日活の資産を評価した上で250万の融資をしており、堀と大谷竹次郎の株式争奪戦でも重要な役割を果たした。数多くの政治家絡みの情実融資を独断専行で乱発したほか、横井英樹の白木屋乗っ取りにおいて横井側への資金提供で関与したとされる。1958年（昭和33年）、銀座のレストラン「レインボー」マダムの坂内ミノブへの10数億円もの不正融資した千葉銀行レインボー事件が発覚して頭取を退任、特別背任罪で起訴され、1961年（昭和36年）東京地裁は懲役3年・執行猶予3年の判決を下し確定する。

## 家族
- 父・古荘幹実は、熊本藩士。その兄に陸軍大将の古荘幹之。兄弟ともに横井小楠の門下[4]。幹之の長男に古荘幹郎[5]。
- 母・万代子の母方祖父母に、益城町一帯を治める惣庄屋・矢島直明と鶴子、伯父に福岡大参事などを務めた矢島直方、伯母に矢嶋楫子、徳富久子、竹崎順子、横井つせ子（横井小楠後妻）などがおり、いとこに徳富蘇峰、徳富蘆花、湯浅初子、横井時雄、海老名みやなどかいる。万代子の両親は鶴子の娘・仁保子と鶴子の甥・三村伝之助で、いとこ婚。三村家も益城郡、玉名郡などの惣庄屋を務めた一族[6]。
- 兄弟に亀蔵、鶴蔵、毅三郎、五郎[7]。妹に久米。
- 妻・英子は海軍大佐・上野亮の娘。三輪田高女を出て、八代六郎の媒酌で結婚した[8][1]。英子の兄・上野貞亮は東大工学部卒の海軍兵技中佐で、その妻の兄に平沼弥太郎[9]。
- 子に隆一、隆保（武蔵野音楽大学教授）、隆彦、明子、和子[10][1][11]。